# 3. ŽNL Vukovarsko-srijemska NS Vukovar 2008./09.
Prvenstvo se igralo trokružno. Nakon 21. kola prvak 3. ŽNL Vukovarsko-srijemske NS Vukovar je postala NK Sloga Pačetin. Pored nje, u viši rang, odnosno 2. ŽNL Vukovarsko-srijemsku NS Vukovar su se plasirali i drugoplasirani NK Negoslavci.

## Tablica
| Mj. | Klub             | Sus. | Pobj. | Nerj. | Por. | GR.   | Bod. |
| --- | ---------------- | ---- | ----- | ----- | ---- | ----- | ---- |
| 1.  | NK Sloga Pačetin | 18   | 13    | 1     | 4    | 48:25 | 40   |
| 2.  | NK Negoslavci    | 18   | 11    | 2     | 5    | 61:26 | 35   |
| 3.  | NK Mohovo        | 18   | 10    | 2     | 6    | 41:32 | 32   |
| 4.  | NK Opatovac      | 18   | 7     | 4     | 7    | 40:44 | 25   |
| 5.  | NK Petrovci      | 18   | 5     | 4     | 9    | 41:53 | 19   |
| 6.  | NK Tompojevci    | 18   | 4     | 4     | 10   | 38:58 | 16   |
| 7.  | NK Lipovača      | 18   | 3     | 3     | 12   | 27:58 | 12   |

## Rezultati
| NK Petrovci - NK Negoslavci 0:9 NK Mohovo - NK Tompojevci 5:2 NK Lipovača - NK Opatovac 0:4 ↓1 NK Sloga Pačetin slobodna | NK Lipovača - NK Mohovo 2:2 ↓2 NK Negoslavci - NK Sloga Pačetin 1:1 NK Tompojevci - NK Petrovci 5:9 NK Opatovac slobodan | NK Petrovci - NK Lipovača 4:1 NK Mohovo - NK Opatovac 1:0 NK Sloga Pačetin - NK Tompojevci 3:1 NK Negoslavci slobodni    |
| NK Lipovača - NK Sloga Pačetin 0:2 ↓3 NK Mohovo - NK Petrovci 1:0 NK Opatovac - NK Negoslavci 2:1 NK Tompojevci slobodni | NK Negoslavci - NK Tompojevci 6:0 NK Petrovci - NK Opatovac 3:3 NK Sloga Pačetin - NK Mohovo 3:2 NK Lipovača slobodna    | NK Lipovača - NK Negoslavci 1:5 ↓4 NK Opatovac - NK Tompojevci 3:3 NK Petrovci - NK Sloga Pačetin 1:5 NK Mohovo slobodno |
| NK Negoslavci - NK Mohovo 2:0 NK Tompojevci - NK Lipovača 3:1 NK Sloga Pačetin - NK Opatovac 4:1 NK Petrovci slobodni    | NK Negoslavci - NK Petrovci 3:3 NK Opatovac - NK Lipovača 3:3 NK Tompojevci - NK Mohovo 1:2 NK Sloga Pačetin slobodna    | NK Mohovo - NK Lipovača 3:1 NK Sloga Pačetin - NK Negoslavci 3:2 NK Petrovci - NK Tompojevci 2:1 NK Opatovac slobodan    |
| NK Tompojevci - NK Sloga Pačetin 0:1 NK Lipovača - NK Petrovci 4:2 NK Opatovac - NK Mohovo 0:4 NK Negoslavci slobodni    | NK Sloga Pačetin - NK Lipovača 3:0 NK Petrovci - NK Mohovo 4:2 NK Negoslavci - NK Opatovac 1:0 NK Tompojevci slobodni    | NK Tompojevci - NK Negoslavci 4:1 NK Mohovo - NK Sloga Pačetin 2:1 NK Opatovac - NK Petrovci 2:1 NK Lipovača slobodna    |
| NK Tompojevci - NK Opatovac 4:1 NK Negoslavci - NK Lipovača 8:0 NK Sloga Pačetin - NK Petrovci 3:0 NK Mohovo slobodno    | NK Lipovača - NK Tompojevci 1:4 ↓5 NK Opatovac - NK Sloga Pačetin 4:3 NK Mohovo - NK Negoslavci 2:1 NK Petrovci slobodni | NK Lipovača - NK Opatovac 1:2 ↓6 NK Mohovo - NK Tompojevci 2:2 NK Petrovci - NK Negoslavci 1:2 NK Sloga Pačetin slobodna |
| NK Tompojevci - NK Petrovci 2:2 ↓7 NK Negoslavci - NK Sloga Pačetin 3:1 NK Lipovača - NK Mohovo 2:4 NK Opatovac slobodan | NK Sloga Pačetin - NK Tompojevci 5:1 NK Mohovo - NK Opatovac 2:5 NK Petrovci - NK Lipovača 2:2 NK Negoslavci slobodni    | NK Lipovača - NK Sloga Pačetin 2:0 ↓8 NK Opatovac - NK Negoslavci 7:4 NK Mohovo - NK Petrovci 4:1 NK Tompojevci slobodni |
| NK Sloga Pačetin - NK Mohovo 4:3 NK Petrovci - NK Opatovac 5:1 NK Negoslavci - NK Tompojevci 8:0 NK Lipovača slobodna    | NK Lipovača - NK Negoslavci 1:3 NK Opatovac - NK Tompojevci 1:1 NK Petrovci - NK Sloga Pačetin 1:3 NK Mohovo slobodno    | NK Sloga Pačetin - NK Opatovac 3:1 NK Tompojevci - NK Lipovača 4:5 NK Negoslavci - NK Mohovo 1:0 NK Petrovci slobodni    |